# Chambre de commerce et d'industrie de Montpellier
La Chambre de Commerce et d'Industrie de Montpellier est l'une des trois CCI (CCIT chambre de Commerce et d'Industrie Territoriale) du département de l’Hérault. Son siège est à Montpellier à l'Hôtel Saint-Côme au 32, grande rue Jean Moulin. Elle fait partie du réseau de la chambre régionale de commerce et d'industrie (CCIR - Chambre de Commerce et d'Industrie Régionale). La circonscription de la CCI (CCIT) de Montpellier couvre la moitié Est de l’Hérault.
Depuis le 01 janvier 2017, les CCI de Béziers, Montpellier et Sète ont fusionné pour donner naissance à la CCI Hérault.

## Missions
Comme toutes les CCI, c'est un établissement public à caractère administratif et économique qui représente auprès des pouvoirs publics les intérêts commerciaux et industriels de sa circonscription. Elle est placée sous la double tutelle du Ministère de l'Industrie et du Ministère des PME, du Commerce et de l'Artisanat.

La Chambre de Commerce et de l'Industrie de Montpellier est chargée de représenter, d'accompagner et d'informer les entreprises commerciales, industrielles et de services de l’arrondissement de Montpellier tout en assurant des missions de service public. Elle est également chargée de la gestion et du développement du pôle formation, constitué du Groupe Sup de Co Montpellier - Montpellier Business School et de Institut Consulaire de Formation (ICF) (devenu Purple Campus en 2021), ainsi que de l'aéroport de Montpellier-Méditerranée.
À travers ses avis, conseils, aides, orientations, elle assure ses missions vers l’entreprise, les étudiants ainsi que vers le grand public.

### Services aux entreprises
- Centre contact client
- Centre de formalités des entreprises
- Mission création et reprise d'entreprise
- Mission transmission/croissance/innovation
- Mission développement international
- Antennes : Ganges, Lodève et Lunel

### Formation
- Groupe Sup de Co Montpellier - Montpellier Business School ;
- Institut consulaire de formation (ICF) ;
- École de commerce et de distribution (ECD) ;
- Centre de formation d'apprentis, Point A (apprentissage).

### Gestion d'équipements
- Hôtel Saint-Côme, centre-ville de Montpellier
- CCI Montpellier détient 25 % du capital Société Aéroportuaire de Montpellier (SAM)

## Historique
- 15 janvier 1704 : chambre particulière de Commerce dans la ville de Montpellier.
- 9 avril 1898 : loi Boucher qui fait des chambres de Commerce et d'industrie des établissements publics administratifs.
- 1920 : Occupation par la CCI de Montpellier des locaux de l'Hôtel Saint-Côme.
- 2009 : Réforme des chambres consulaires
- 2010 : Élection de la première femme Présidente de la chambre de Commerce et d'Industrie Territoriale de Montpellier : Gabrielle Deloncle.
- 2011 : Élection d'André Deljarry
- 2017 : Création de la CCI Hérault

## Liste des présidents
- Gérard Borras : 1990 à 2007
- Jean-Pierre Fabre : 2008 - 30 juin 2009
- Rudy Iovino : 1er juillet 2009 - 2010
- Gabrielle Deloncle : 15 décembre 2010 - 2011
- André Deljarry : 6 décembre 2011 - 2017

## Fonds d'archives
- Fonds : Chambre de Commerce et d'Industrie de Montpellier (1801-1990) [15,25 ml].  Cote : 4 ETP. Montpellier : Archives départementales de l'Hérault (présentation en ligne).
- Fonds : Chambre de Commerce et d'Industrie de Montpellier (1602-1788) [1,40 ml].  Cote : C 6958-6981. Montpellier : Archives départementales de l'Hérault (présentation en ligne).

## Pour approfondir